# Championnats d'Asie de cyclisme 2004
Navigation
Championnats d'Asie 2003 Championnats d'Asie 2005
Les Championnats d'Asie de cyclisme 2004 se sont déroulés du 9 au 16 avril 2004 à Yokkaichi au Japon.

## Résultats des championnats sur route

### Épreuves masculines
| Épreuves         | Or                       | Argent                     | Bronze                       |
| ---------------- | ------------------------ | -------------------------- | ---------------------------- |
| Course en ligne  | Shinri Suzuki Japon      | Maxim Iglinskiy Kazakhstan | Valeriy Dmitriyev Kazakhstan |
| Contre-la-montre | Assan Bazayev Kazakhstan | Hossein Askari Iran        | Ghader Mizbani Iran          |

### Épreuves féminines
| Épreuves         | Or                  | Argent                      | Bronze               |
| ---------------- | ------------------- | --------------------------- | -------------------- |
| Course en ligne  | Zhang Junying Chine | Chanpeng Nontasin Thaïlande | Akemi Morimoto Japon |
| Contre-la-montre | Li Meifang Chine    | Miyoko Karami Japon         | Zhang Junying Chine  |

## Résultats des championnats sur piste

### Épreuves masculines
| Épreuves               | Or                                                                 | Argent                                                       | Bronze                                                       |
| ---------------------- | ------------------------------------------------------------------ | ------------------------------------------------------------ | ------------------------------------------------------------ |
| Keirin                 | Keiichiro Yaguchi Japon                                            | Choi Jeong-wook Corée du Sud                                 | Hiroyuki Inagaki Japon                                       |
| Kilomètre              | Masaki Inoue Japon                                                 | Keiichiro Yaguchi Japon                                      | Ma Yajun Chine                                               |
| Vitesse individuelle   | Hiroyuki Inagaki Japon                                             | Tsubasa Kitatsuru Japon                                      | Jeon Yeong-gyu Corée du Sud                                  |
| Vitesse par équipes    | Japon Keiichiro Yaguchi Masaki Inoue Keiichi Omori                 | Taipei chinois                                               | Corée du Sud Choi Jeong-wook Jeon Yeong-gyu                  |
| Poursuite individuelle | Kei Uchida Japon                                                   | Hossein Askari Iran                                          | Alireza Haghi Iran                                           |
| Poursuite par équipes  | Corée du Sud Choi Dae-yong Song Kyung-bang Park Sun-ho Lee Hyun-gu | Iran Mehdi Sohrabi Amir Zargari Hossein Askari Alireza Haghi | Japon Kei Uchida Taiji Nishitani Yusuke Kuroki Kazuhiro Mori |
| Course aux points      | Song Kyung-bang Corée du Sud                                       | Wong Kam Po Hong Kong                                        | Abbas Saeidi Tanha Iran                                      |
| Scratch                | Kei Uchida Japon                                                   | Wang Guozhang Chine                                          | Wong Kam Po Hong Kong                                        |
| Américaine             | Chine Shi Guijun Wang Guozhang                                     | Japon Taiji Nishitani Kazuhiro Mori                          | Corée du Sud Choi Dae-yong Lee Hyun-gu                       |

### Épreuves féminines
| Épreuves               | Or                          | Argent                           | Bronze                       |
| ---------------------- | --------------------------- | -------------------------------- | ---------------------------- |
| 500 mètres             | Jiang Yonghua Chine         | Tian Fang Chine                  | Maya Tachikawa Japon         |
| Keirin                 | Maya Tachikawa Japon        | Tian Fang Chine                  | Ahn Yeon-hee Corée du Sud    |
| Vitesse individuelle   | Jiang Yonghua Chine         | Tian Fang Chine                  | Maya Tachikawa Japon         |
| Vitesse par équipes    | Chine                       | Japon Maya Tachikawa Tomoko Endo | Taipei chinois               |
| Poursuite individuelle | Li Meifang Chine            | Lim Hyung-joon Corée du Sud      | Lan Hsiao-yun Taipei chinois |
| Course aux points      | Chanpeng Nontasin Thaïlande | Ni Fenghan Chine                 | Lan Hsiao-yun Taipei chinois |

## Référence
- (en) Cet article est partiellement ou en totalité issu de l’article de Wikipédia en anglais intitulé « 2004 Asian Cycling Championships » (voir la liste des auteurs).